# Benoistia
Benoistia es un género perteneciente a la familia de las euforbiáceas con tres especies de plantas. Se encuentran en Madagascar. Es el único género de la subtribu Benoistiinae.

## Taxonomía
El género fue descrito por H.Perrier & Leandri y publicado en Bulletin de la Société Botanique de France 85: 528. 1938. La especie tipo no ha sido designada.

## Especies aceptadas
A continuación se brinda un listado de las especies del género Benoistia aceptadas hasta octubre de 2012, ordenadas alfabéticamente. Para cada una se indica el nombre binomial seguido del autor, abreviado según las convenciones y usos.
- Benoistia orientalis Radcl.-Sm.
- Benoistia perrieri H.Perrier & Leandri
- Benoistia sambiranensis H.Perrier & Leandri[3][4]